# Meret

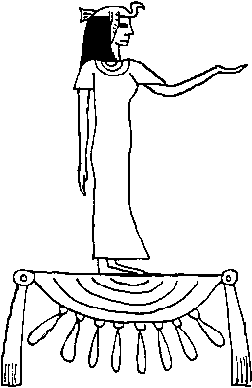
Representación de Meret

Meret, Mert o Merit, en la mitología egipcia, cuyo nombre significa "La amada", era una diosa que se asociaba con la alegría, la música, el canto y la danza.

## Mito
Merit era una contrapartida femenina o esposa dada a Hapy, dios del Nilo. Por eso su nombre hace referencia a la amada. Como tal, fue representada por lo general como una mujer con los brazos extendidos hacia adelante. Generalmente, aparece en forma dual ("las dos Merets"), con las mismas asociaciones que Hapy, llevando en la cabeza el loto azul egipcio para el Alto Egipto o la planta de papiro para el Bajo Egipto. Puesto que Hapy era fuente de la abundancia, Merit era representada frecuentemente con una fuente de ofrendas, ya que, siendo su esposa, sería la receptora simbólica de su generosidad.
Era considerada como la protectora del Bajo y del Alto Egipto y como tal era una diosa del agua. Como deidad, cuyo papel iba a ser de receptora simbólica de la generosidad de la inundación del Nilo, estaba fuertemente asociada con la alegría, mediante el canto y la danza.
Posteriormente, las leyendas la incluyeron como diosa de la octava hora, en el Libro de las Puertas y, en el Libro de los Muertos, se habla de "las dos Merit amigas", asociándolas a Isis y a Neftis.
Merit, generalmente, formaba parte de los ritos funerarios y del Festival Sed y se conocen dos tipos de sacerdotisas dedicadas a su culto, "las reclusas del templo de Luxor" y las que llevaban el título de "las que aman".